# Peter Dvorský
Peter Dvorsky (né le 25 septembre 1951 à Partizánske, en Tchécoslovaquie) est un chanteur d'opéra slovaque (ténor).

## Carrière
Il a étudié à l'université Comenius, à Bratislava. Là-bas, il connut ses premiers succès au théâtre national slovaque. En 1974, il gagne son premier prix à compétition internationale de Tchaikovsky. Quelques années plus tard, il acquit rapidement une renommée internationale. Il fit ses débuts à l'opéra de Vienne, où il devint particulièrement populaire et où il chanta jusqu'en 2000. En 1977, il chanta au Metropolitan Opera de New York, puis, en 1978, à la Scala de Milan, en Italie.
Dvorský était très estimé par Luciano Pavarotti, qui le qualifia plusieurs fois de 'son légitime successeur'[réf. souhaitée]. Il a rapidement atteint une renommée internationale et est devenu l'un des plus grands ténors de sa génération : il a été cité comme « le 4ème ténor », en référence aux fameux concerts des trois ténors avec Luciano Pavarotti, Plácido Domingo et José Carreras.
Il a reçu plusieurs récompenses, telles que celle de l'artiste national en Tchécoslovaquie. 
Depuis 2006, Dvorský est à la tête de l'opéra de Košice.
Il est à l'origine du festival international de Jaroměřice nad Rokytnou en Moravie.